# Martinskaserne

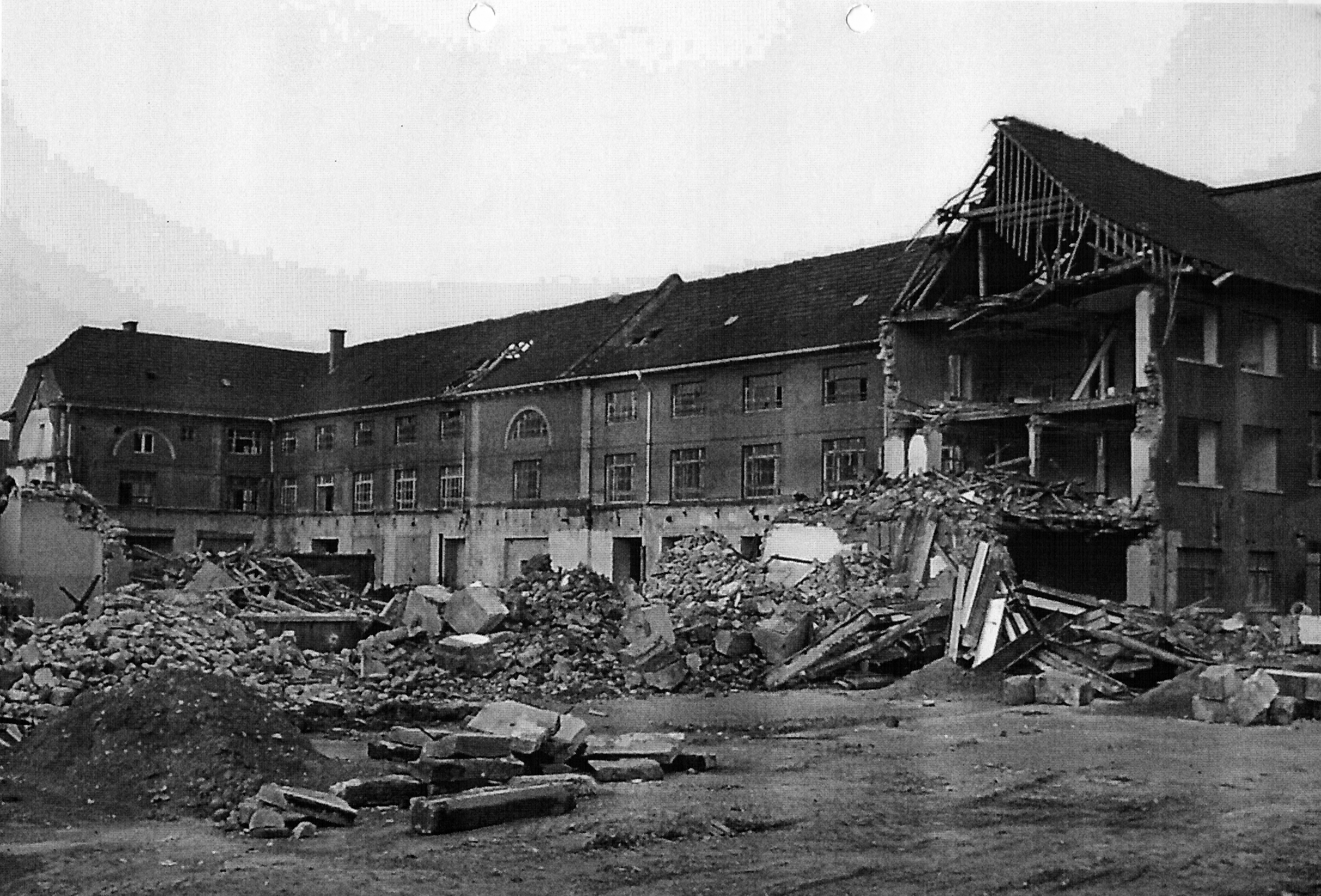
Ansicht von Osten (2004)

Die Martinskaserne (auch Martini-Kaserne) war ein 1822 bis 1825 erbautes Kasernengebäude der Königlich Preußischen Armee in Erfurt. Es stand unter Denkmalschutz und wurde 2004 durch die staatliche Landesentwicklungsgesellschaft Thüringen abgebrochen.

## Geschichte

### Säkularisation und Umbau des ehemaligen Klostergebäudes 1802–1820

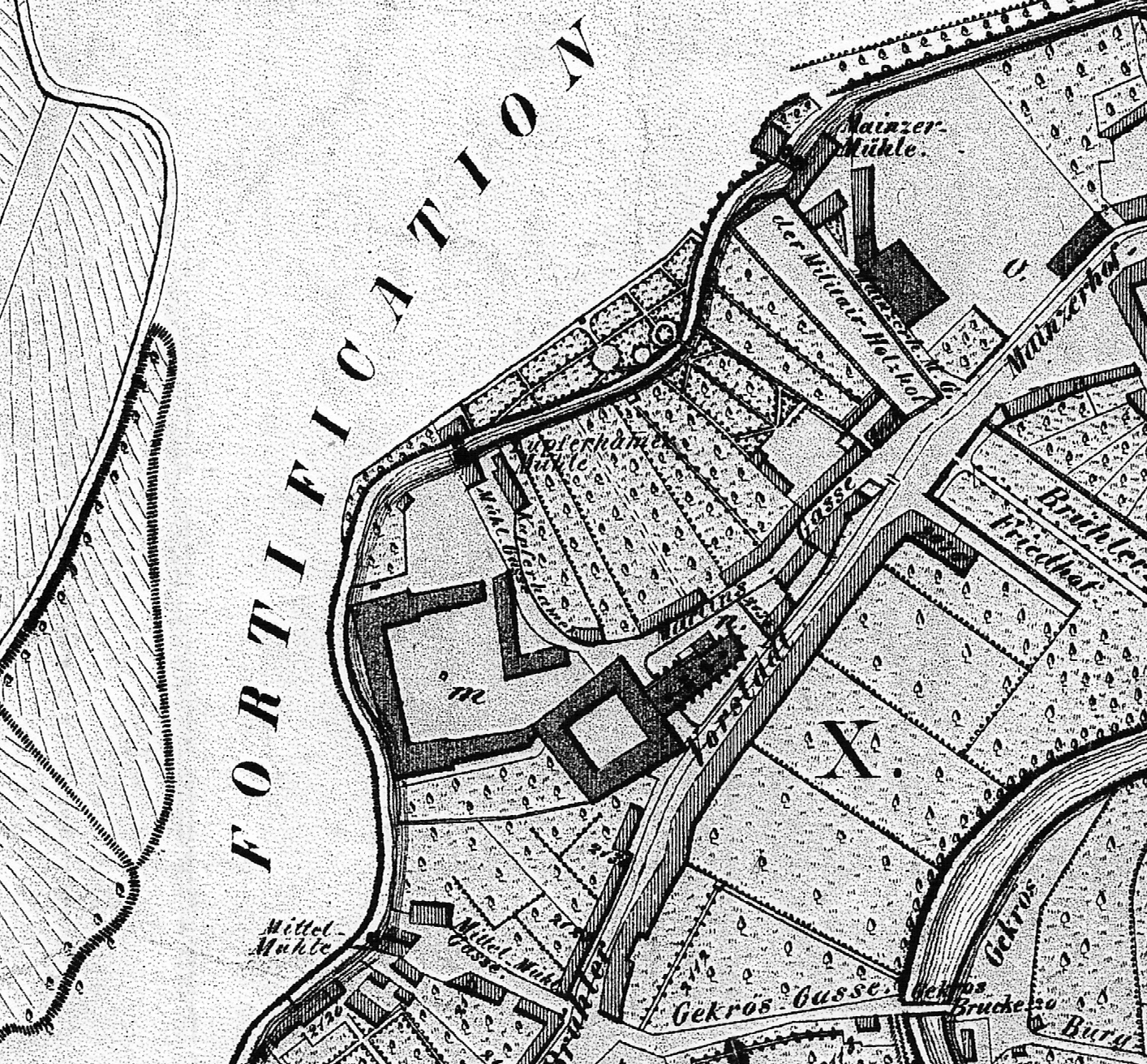
Lageplan (Johann Friedrich von Stülpnagel 1826)

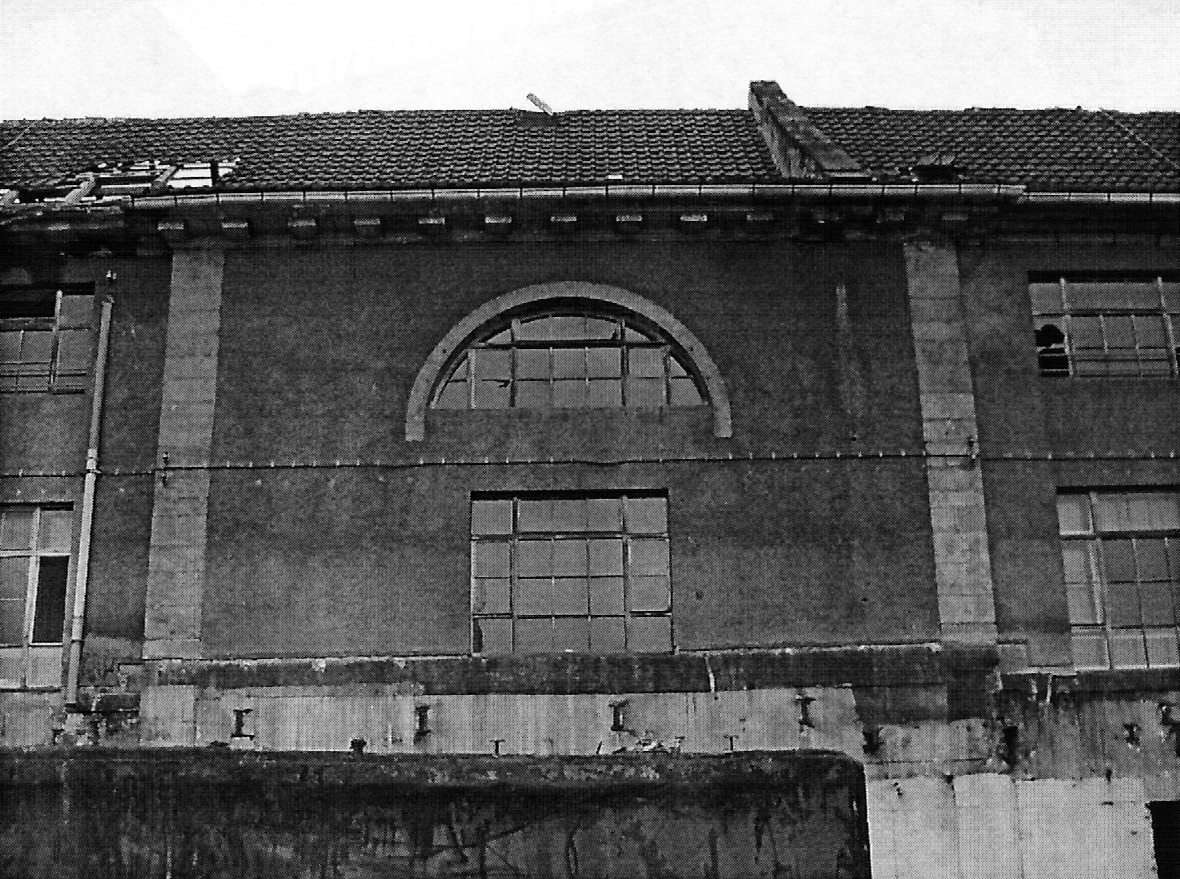
Mittelrisalit mit Thermenfenster

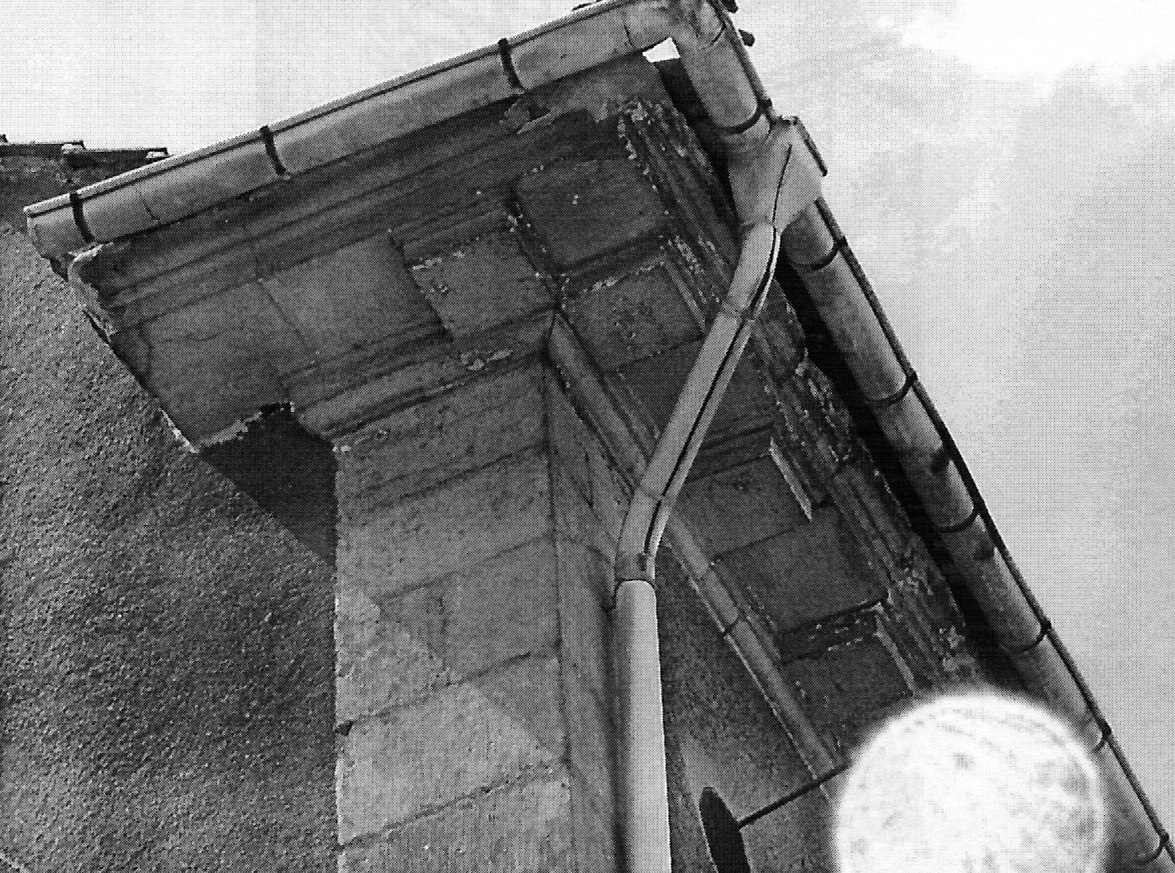
Eckausbildung des Dachgesimses

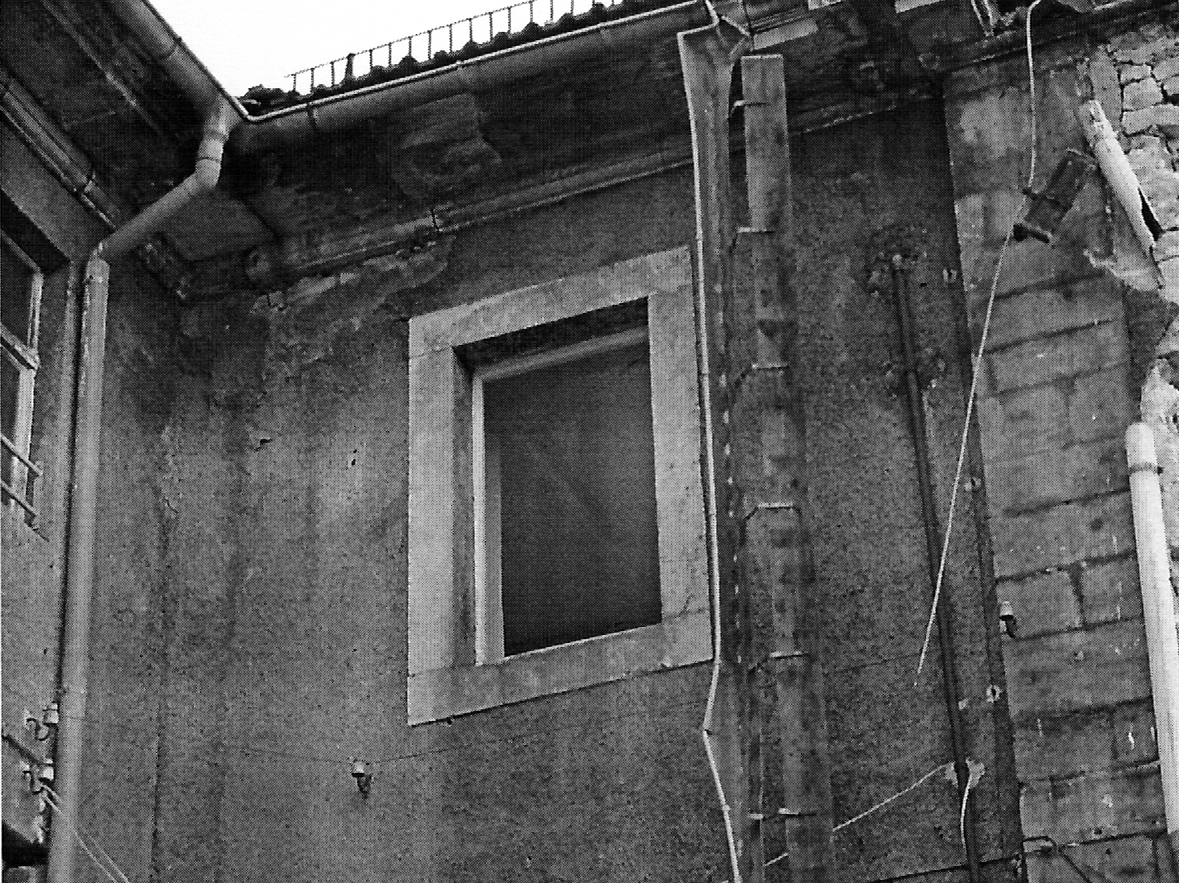
Originalfenster

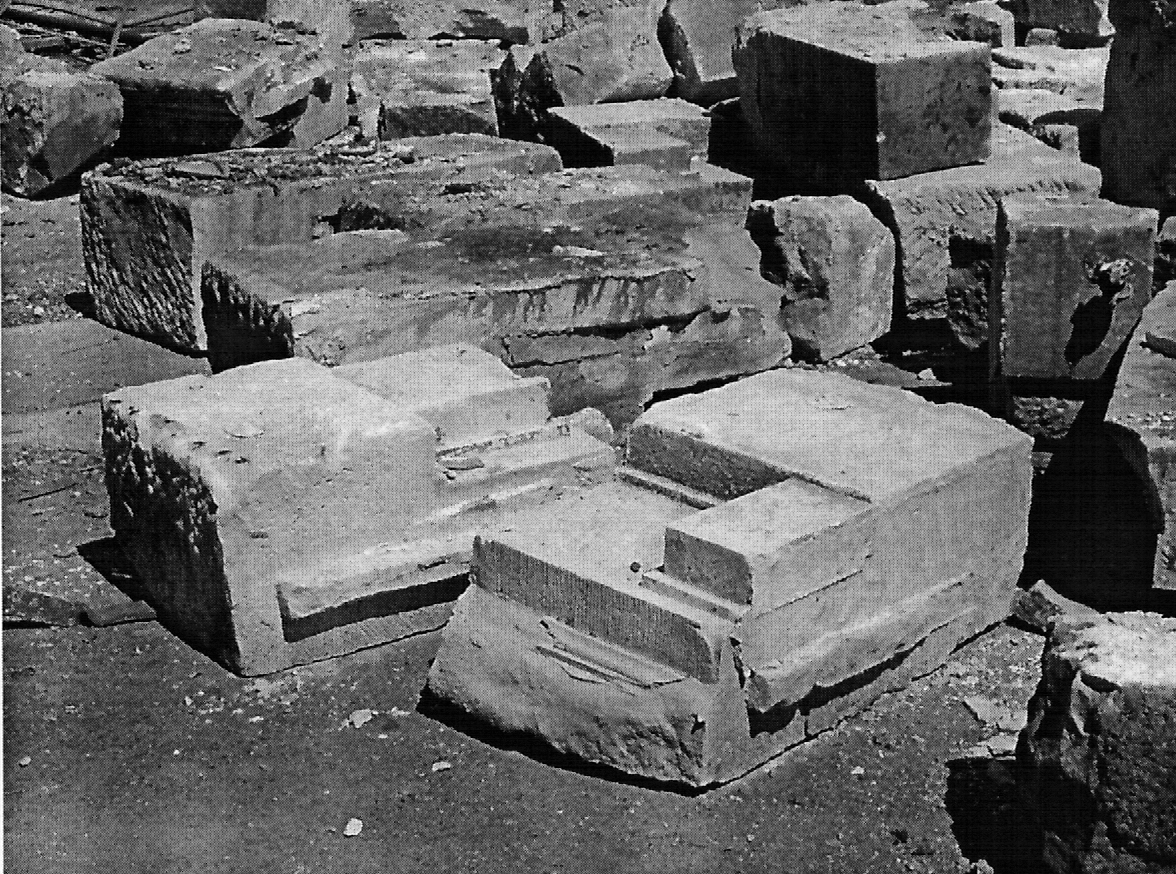
Profilierte Gesimssteine

Im Vorgriff auf den Reichsdeputationshauptschluss 1803 war Erfurt bereits im August 1802 durch die preußische Armee besetzt worden. Die hohe strategische Bedeutung der zwischen den thüringischen Kleinstaaten gelegenen Stadt zeigte sich nur vier Jahre später: Nach der Schlacht bei Jena und Auerstedt besetzte das Kaiserreich Frankreich Erfurt als „Domaine réservé à l’Empereur“ und stationierte dort zeitweilig über 16.000 Soldaten, die überwiegend in beschlagnahmten Privatquartieren wohnten.
Nach der Rückeroberung Erfurts durch Preußen in Folge der Völkerschlacht bei Leipzig Ende 1813 und dem Wiener Kongress wurde Erfurt daher gezielt als preußische „Festung I. Ranges“ ausgebaut. Die über 3.000 in der Stadt stationierten Soldaten, die bis zur Jahrhundertmitte über ein Zehntel der Gesamtbevölkerung ausmachten, mussten untergebracht werden. Hierzu boten sich insbesondere die seit der Säkularisation 1803 in staatlichen Besitz übergegangenen Klöster an. Durch Kabinettsordre des Königs Friedrich Wilhelm III. vom 19. Oktober 1818 und 11. März 1819 wurde auch das Erfurter Martinskloster säkularisiert, wobei ihre Vermögen „zum Besten der Kirchen im Erfurtschen und im Eichsfeld“ verwendet" werden sollte. Die bisher hier lebenden Zisterzienserinnen mussten das Kloster verlassen. 1820 erfolgte schließlich ein Umbau des 1755 bis 1758 um einen quadratischen Hof herum erbauten ehemaligen Klosters, das danach „Martini-Kaserne“ genannt wurde.

### Neubau der Kaserne am Bergstrom bis 1826
1822 wurde Erfurt Sitz des IV. Armee-Korps unter dem Generalkommando von Friedrich Wilhelm von Jagow. In dieser Zeit wurde die Martini-Kaserne in direktem Anschluss an die ehemalige Klausur auf den Flächen des früheren Klostergartens bis direkt an das Ufer des Breitstromes erweitert. Die symmetrische Anlage bekam einen schlossartigen Charakter, wobei der zur Innenstadt nach Osten hin offene Ehrenhof offenbar als Exerzierplatz diente. Der 74 m lange dreigeschossige Mittelbau ging an den Enden rechtwinklig in 58 m lange und zunächst gleich hohe Seitenflügel über, die nach Osten auf zwei Geschosse reduziert wurden. Die Dächer wurden als durchlaufende, in den Ecken abknickende Satteldächer ausgebildet, die auf den Seitenflügeln mit Krüppelwalmen endeten. Zum Bergstrom hin hatte das Gebäude 29 Fensterachsen, hofseitig gab es 11 Fensterachsen. Die Fassaden des Mittelbaus und der Seitenflügel erhielten zum Hof hin leicht hervortretende, mit Sandsteinlisenen gefasste Risalite mit großem, halbrundem Thermenfenster in der dritten Etage und kräftigen, mit Konsolenfriesen versehenen Dachgesimsen darüber. Die Mannschaftsräume im Inneren wurden durch breite Flure und bequeme, zweiläufige Treppenanlagen, die sich in der Mitte und in den Ecken befanden, erschlossen.

### Militärische Nutzung bis 1918
1826 war der Bau der Kaserne offenbar fertiggestellt, und ihr Grundriss wurde in der von Johann Friedrich von Stülpnagel gezeichneten Stadtkarte von Erfurt eingetragen. Im gleichen Jahr verließ von Jagow, der zuvor noch zum Ehrenbürger von Erfurt ernannt worden war, die Stadt, da das IV. Armee-Korps in Magdeburg stationiert wurde. Das 2. Thüringisches Infanterie-Regiment Nr. 32 blieb jedoch – mit kurzen Unterbrechungen – bis 1860 in Erfurt, das weiter als Garnisonsstadt ausgebaut wurde. So folgte 1828–1831 der Bau der Defensionskaserne auf dem Grundstück des ebenfalls säkularisierten Petersklosters. Die Martini-Kaserne wurde bis zum Ende des Ersten Weltkrieges militärisch genutzt.

### Zivile Nutzungen und Konzepte bis 2000
Nach 1918 kam die inzwischen Martinskaserne genannte Bauanlage in Besitz der Deutschen Reichspost, die dort ihre Hauptwerkstatt für Kraftfahrzeuginstandsetzung einrichtete. Es erfolgte ein durchgreifender Umbau, bei dem der Hof mit einem Glasdach versehen und durch Einzug von Stahlträgern und Stützen große Werkstattflächen geschaffen wurden. In Folge der Wende 1989/90 wurde die gewerbliche Nutzung aufgegeben. Das nun leerstehende Gebäude wurde als Kulturdenkmal ausgewiesen. Die inzwischen privatisierte Deutsche Post AG bot es zum Kauf an. In dem Zusammenhang entstanden mehrere sinnvolle Nachnutzungskonzepte, u. a. durch die Architekten Fischer & Fromm.

### Erwerb durch die LEG und Abbruch 2004
2000 erwarb die landeseigene LEG die Grundstücke mit den Gebäuden zur Abrundung ihres benachbarten Grundbesitzes im Brühl. Sie stellte den Aufwand der Erhaltung, u. a. aufgrund von Bodenkontaminationen, als unzumutbar dar und beantragte den Abbruch. Dem Antrag stimmte das Thüringische Landesamt für Denkmalpflege und Archäologie, vertreten durch Stefan Winghart, nach zunächst mehreren ablehnenden Äußerungen zu, so dass das Baudenkmal im Mai 2004 restlos abgebrochen wurde. Der Kunsthistoriker Adrian von Buttlar bezeichnete den Vorgang als in jedem Fall traurig, wenn nicht skandalös.